# Ostry (Beskid Żywiecki)
Ostry (805 m), Borucz lub Ostry Wierch – szczyt w Grupie Lipowskiego Wierchu i Romanki w Beskidzie Żywiecko-Orawskim. Wznosi się w bocznym, północno-zachodnim grzbiecie Redykalnego Wierchu, który poprzez Prusów, Ostry i Palenicę ciągnie się do doliny Soły w Węgierskiej Górce. Grzbiet ten oddziela dolinę Soły od doliny jej dopływu – potoku Żabniczanka.
Ostry znajduje się w granicach si Cisiec w województwie śląskim, w powiecie żywieckim, w gminie Węgierska Górka. Jest porośnięty lasem, ale dawniej na jego grzbiecie w kierunku Prusowa istniała hala Borucz. Jeszcze obecnie istnieją tutaj szałasy. Na północno-wschodnich, opadających do doliny Żabnianki stokach Borucza, wysoko wspinają się pola uprawne miejscowości Żabnica. Obecnie na stokach tych i na hali Borucz urządza się narciarski tor zjazdowy.
Przez wierzchołek i grzbiet Ostrego prowadzi szlak turystyczny.

## Szlak turystyczny
Żabnica PKS – Prusów – schronisko PTTK na Hali Boraczej – Sucha Góra – Rajcza.